# Válka skladů: Kanada
Válka skladů: Kanada je kanadská reality show vysílaná v letech 2013 až 2015 na stanici OLN. V Česku ji jde sledovat v reprízách na stanici Nova Action, nebo prostřednictvím zpoplatněné služby Voyo.
Pořad byl ohlášen 3. dubna 2013, produkce začala následující měsíc. První sezóna měla 36 epizod, poprvé byla uvedena na akci Fan Expo 2013, premiéru měla na OLN 29. srpna 2013.

## Děj
Seriál sledoval skupinu kupců, kteří chtěli vydělat tím, že kupovali v aukcích skladovací kóje. Jednalo se o první mezinárodní verzi americké reality show Válka skladů.  

## Obsazení

### Kupující
- Roy Dirnbeck
- Ursula Stolf
- Cindy Hayden a Rick Coffill
- Paul a Bogart Kenny

### Ostatní účinkující
- Don Reinhart
- Martin Yap